# Radwinter
Radwinter – wieś i civil parish w Anglii, w hrabstwie Essex, w dystrykcie Uttlesford. W 2011 roku civil parish liczyła 612 mieszkańców. W miejscowości znajduje się kościół zwany Church of St Mary the Virgin. Radwinter jest wspomniana w Domesday Book (1086) jako Redeuuintra.